# Munttoren

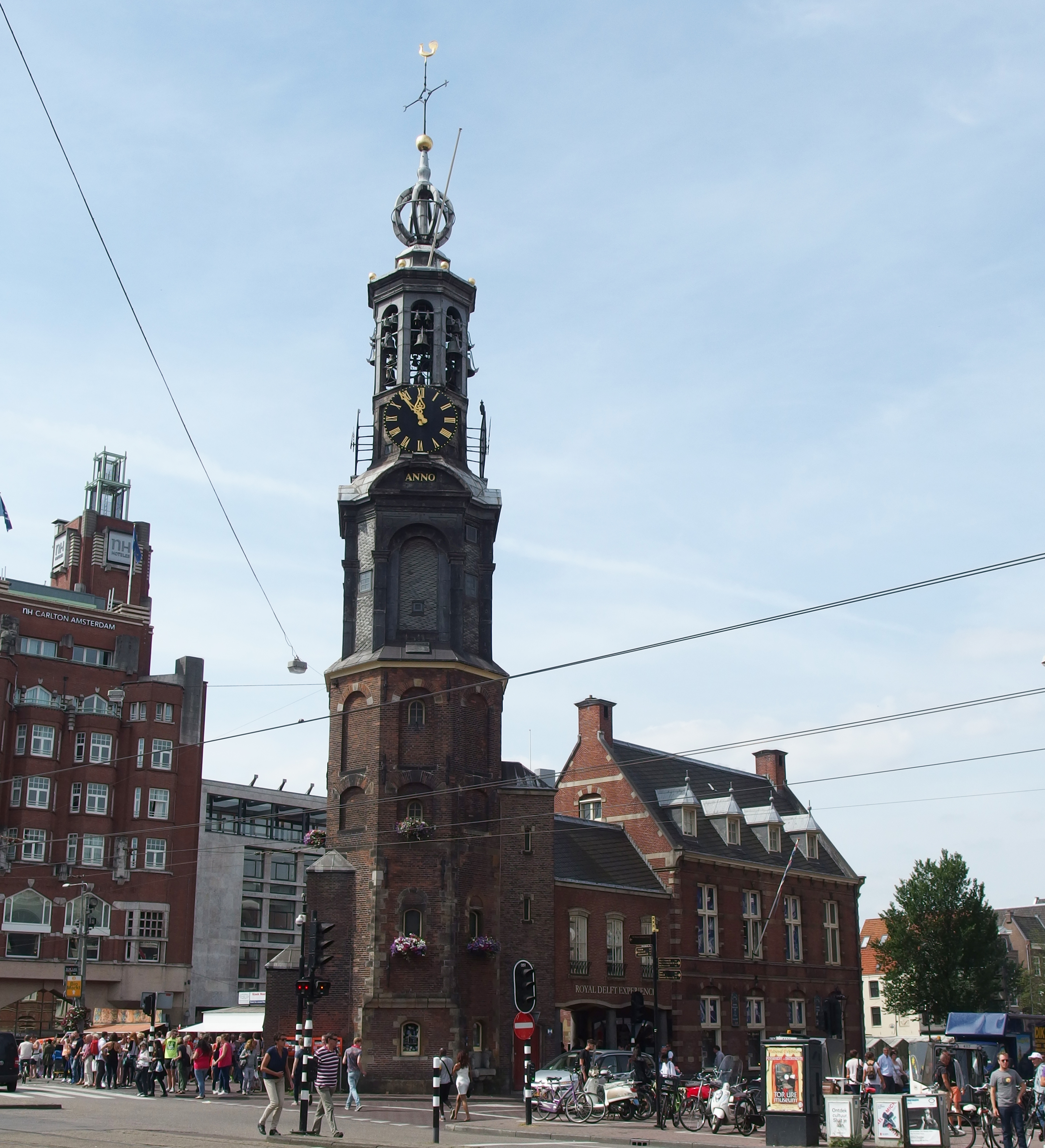
Munttoren z Muntplein v roce 2015

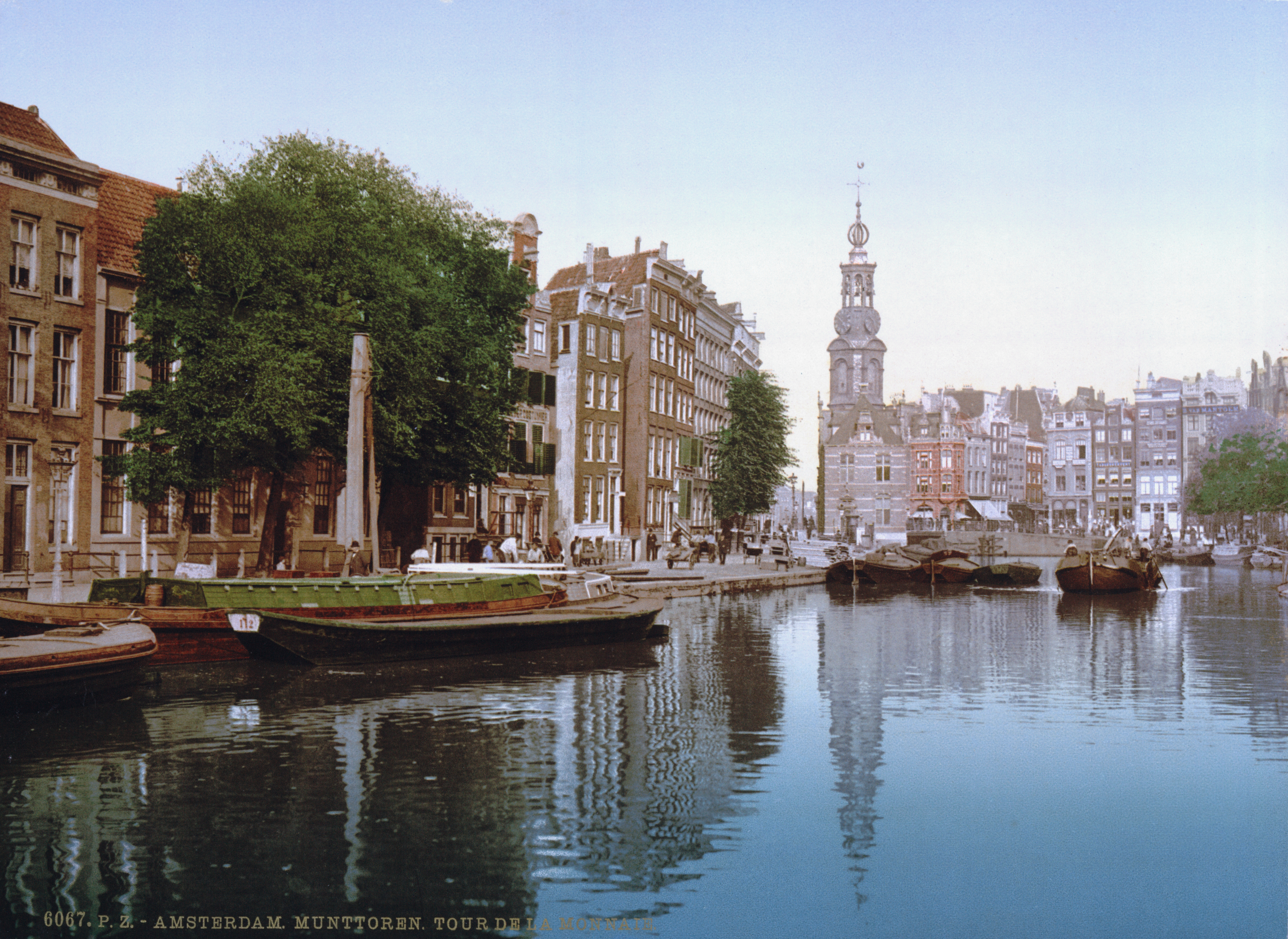
Munttoren od řeky Amstel v roce 1900

Munttoren („mincovní věž“) je věž v Amsterdamu. Původně byla součástí městských hradeb, v nichž fungovala jako městská brána. Leží u náměstí Muntplein na místě soutoku řeky Amstel a kanálu Singel.
Věž byla postavena v letech 1480–1487 jako součást brány v městském opevnění a skládala se ze dvou věží a místnosti pro stráž. V roce 1618 však brána vyhořela a zachovala se pouze místnost pro stráže a část západní věže. Zbytek věže pak byl přestavěn v duchu amsterdamské renesance – v letech 1619–1620 podle návrhu Henryka de Keysera. Vznikla tak horní část věže s osmibokou zvonicí a hodinami směřujícími do 4 stran.
Název věže pochází z roku 1673, kdy během francouzské okupace byla ve věži na čas zřízena městská mincovna. V roce 1672 totiž Holandsku vyhlásily válku Anglie a Francie a francouzští vojáci okupovali většinu země. Díky tomu nebylo možno bezpečně převážet zlato a stříbro do měst Dordrecht a Enkhuizen, kde byla obvykle ražba mincí prováděna, a proto byla ve věži zřízena mincovna.